# 소콜로프땃쥐
소콜로프땃쥐(Crocidura sokolovi)는 땃쥐과에 속하는 포유류의 일종이다. 베트남 안남산맥 남부의 응옥린 산의 해발 2,300~2,400m 높이에서 발견되었다.